# 오범석
오범석(吳範錫, 1984년 7월 29일~)은 대한민국의 전직 축구 선수이자 현 축구 지도자로 현역 시절 포항 스틸러스, 울산 HD, 수원 삼성 블루윙즈, 강원 FC 등에서 오른쪽 풀백 겸 수비형 미드필더로 활동했으며 현재 강원 FC 육성군 코치로 재직 중이다.

## 어린 시절
옥동초등학교, 학성중학교, 포항제철공업고등학교를 졸업하였다. 머리를 잘 써 상대 선수를 잘 피해 다니며 오버래핑을 하여 꾀돌이를 뜻하는 포르투갈어인 '사까나시(Sacanage, 사카나지)'라는 별명이 붙었다. 터프한 플레이로 지능적이고 꼭 필요한 상황에서 반칙을 많이 범하여 '반칙왕'이라는 별명을 얻기도 하였다.

## 구단 경력
2003년 포항 스틸러스에 입단하여, 오른쪽 풀백과 중앙 미드필더 및 수비수를 오가며 팀 내에 없어서는 안 될 선수로 성장하여 2004년 K리그 준우승에 공헌하였다. 2007년 일본 J리그의 요코하마 FC에 임대되었으나, 그 해 시즌 결과 팀은 최하위로 2부 리그로 강등되었다.
2008년 러시아 프리미어리그의 FC 크릴리야 소베토프 사마라로의 이적을 추진하였으나, 그 과정에서 성남 일화 천마로의 이적을 추진하던 포항 스틸러스와 마찰을 빚었다. 포항 스틸러스 측과 오범석 측은 각각 '임의탈퇴'와 '국제축구연맹 제소'라는 강경책을 내세워 대립하였고, 결국 포항 스틸러스가 이적 동의서를 발급하면서 FC 크릴리야 소베토프 사마라로 완전 이적하였다. 이 과정에서 포항과 성남의 팬들에게 많은 비난을 받기도 하였다.
FC 크릴리야 소베토프 사마라로 이적한 이후 데뷔전 상대로 FC 테레크 그로즈니를 맞아 '최우수 선수'에 선정되는 등 주전 선수로 뛰며 좋은 활약을 펼쳤지만, 2009 시즌엔 로만 시스킨에게 주전 경쟁에서 밀리며 많은 기회를 잡지 못하였다. 결국 2009년 7월 K리그 팀 울산 현대로 이적하였다.
2010년 1월 10일 강민수를 상대로 수원 삼성 블루윙즈에 트레이드되었다.
2013년부터 경찰 축구단에 입대하여 군 복무하다가 2014 시즌 중 군 복무를 마치고 수원으로 복귀하였다.
2015년 시즌 후 FA 자격을 얻었고, 홍명보 감독을 따라 항저우 뤼청으로 이적하였다.
2016년 12월 K리그 클래식으로 승격한 강원 FC로 이적하였다.
2020 시즌 중 팀에서 입지를 잃자 계약 해지를 하였고 13년 만에 포항 스틸러스로 복귀하였다.
2021년 12월 4일 서울과의 마지막 경기로 은퇴하였다.

## 국가대표팀 경력
2005년 1월 16일 콜롬비아와의 친선 경기를 통해 대한민국 국가대표로 데뷔하여, 2007년 AFC 아시안컵에 참가하였다.
한때 2006년 FIFA 월드컵 이후 장기적으로 송종국을 이어 대한민국 축구 국가대표팀의 차세대 오른쪽 풀백을 맡을 적임자로 지목되고 있었다.
이후 오범석은 2006년 아시안 게임, 2007년 AFC 아시안컵, 2010년 FIFA 월드컵 등 여러 메이저 대회에 출전했는데 특히 2007년 AFC 아시안컵때 일본과의 3-4위 결정전 승부차기에서 두번째 키커로 나가 성공했고, 스코어 6대 5 승리를 이끈 것과 동시에 대한민국의 다음 대회의 자동 출전권을 획득했다.
그리고 2010년 FIFA 월드컵 첫 경기에는 차두리의 백업 선수로 시작했지만, 허정무 감독은 아르헨티나와의 조별리그 2차전에 오범석을 선발로 기용했다. 그러나 오범석은 상대 선수인 앙헬 디 마리아에게 반칙을 범하면서 동료 선수인 박주영의 자책골로 선 실점하는 원인을 제공했을 뿐만 아니라, 상대 선수한테 집중적으로 공략당하면서 부진한 모습을 보였다. 이후 오범석은 차두리에 선발 자리를 다시 내주었다.

## 개인사
오범석의 아버지는 오세권으로, 과거 축구 선수로 활약했으며 포지션은 골키퍼였다. 은퇴 이후에 대한축구협회 기술위원과 내셔널리그 사무국장을 역임하였으며 현재는 김희태 축구센터에서 감독으로 활동하고 있다.
오범석의 누나인 오유미는 미스코리아 출신으로, 2003년 미스코리아 미(美) 출신이다.
2007년에는 영국의 한 축구 전문 월간지에서 선정한 '이적시장에서 주목해야 할 선수 100인 명단'에 포함되기도 하였다.
2009년 6월, 민수지와 결혼하였다.
2022년 1월 10일에 백지훈, 김형일, 김진규와 함께 노는브로에 출연하였다.

## 경력

### 국가 대표 경력
- 2007년 AFC 아시안컵 대표
- 2010년 FIFA 월드컵 대표

## 수상

### 개인
- 2002년 KBS배 수비상 수상
- K리그 챌린지 베스트 11: 2013

### 구단

#### 포항 스틸러스
- K리그 준우승 1회 (2004년)
- A3 챔피언스컵 준우승 1회 (2005년)
- AFC 챔피언스리그 준우승 1회 (2021년)

### 국가대표
- 2007년 AFC 아시안컵 3위